# Županja
Županja este un oraș în cantonul Vukovar-Srijem, Croația, având o populație de 12.090 de locuitori (2011).

## Demografie
Componența etnică a orașului Županja
     Croați (96,72%)
     Necunoscut (0,18%)
     Neclasificat (2,49%)
Componența confesională a orașului Županja
     Catolici (94,89%)
     Musulmani (1,36%)
     Fără religie și atei (1,03%)
     Necunoscută (1,37%)
     Alte religii (1,35%)
Conform recensământului din 2011, orașul Županja avea 12.090 de locuitori. Din punct de vedere etnic, majoritatea locuitorilor (96,72%) erau croați. Apartenența etnică nu este cunoscută în cazul a 0,18% din locuitori. Din punct de vedere confesional, majoritatea locuitorilor (94,89%) erau catolici, existând și minorități de musulmani (1,36%) și persoane fără religie și atei (1,03%). Pentru 1,37% din locuitori nu este cunoscută apartenența confesională.